# André Auffray
André Auffray (Saumur, 13 de mayo de 1884-París, 4 de noviembre de 1953) fue un deportista francés que compitió en ciclismo en la modalidad de pista.
Participó en los Juegos Olímpicos de Londres 1908, obteniendo dos medallas, oro en la prueba de tándem y bronce en 5000 m. Ganó una medalla de plata en el Campeonato Mundial de Ciclismo en Pista de 1907.

## Medallero internacional
| Juegos Olímpicos   | Juegos Olímpicos      | Juegos Olímpicos  | Juegos Olímpicos         |
| Año                | Lugar                 | Medalla           | Competición              |
| ------------------ | --------------------- | ----------------- | ------------------------ |
| 1908               | Londres (Reino Unido) | Medalla de oro    | Tándem                   |
| 1908               | Londres (Reino Unido) | Medalla de bronce | 5000 m                   |
| Campeonato Mundial |                       |                   |                          |
| Año                | Lugar                 | Medalla           | Competición              |
| 1907               | París (Francia)       | Medalla de plata  | Velocidad individual (A) |